# Lluís Puig de la Bellacasa i Deu
Lluís Puig de la Bellacasa i Déu (Barcelona, 29 de setembre de 1886 - 12 de gener de 1960) fou un advocat i polític català, diputat a les Corts Espanyoles durant la Segona República.

## Biografia
Lluís Puig de la Bellacasa va néixer al carrer Milans de Barcelona, fill de Josep Puig de la Bellacasa i de Fonolleras, de Girona, i d'Anna Deu i Majuelo, de Llançà. Es llicencià en dret a la Universitat de Barcelona i treballà com a passant de Francesc Cambó i en el despatx de Ramon d'Abadal i Calderó. Ingressà a les Joventuts de la Lliga Regionalista, de les que en fou president, i el 1916 fou escollit regidor de l'ajuntament de Barcelona, on fou un dels promotors de la creació de la companyia d'autobusos. Fou elegit diputat per Torroella de Montgrí a les eleccions generals espanyoles de 1920 i formà part de la direcció de la refundada Lliga Catalana, amb la que fou elegit diputat per la província de Barcelona a les eleccions generals espanyoles de 1933, on no destacà en cap intervenció. Fou escollit novament diputat a les eleccions generals espanyoles de 1936 per la mateixa circumscripció pel Front Català d'Ordre.
En esclatar la guerra civil espanyola va veure amenaçada la seva vida per escamots incontrolats de la FAI i aconseguí marxar a França, gràcies al conseller de governació de la Generalitat de Catalunya, Josep Maria Espanya i Sirat. Després de viatjar per Suïssa i Bèlgica, tornà a Espanya i s'establí a Pamplona i Hondarribia. En acabar la guerra tornà a Barcelona i no participà en cap més activitat política.
Es va casar amb Carme Bartrina i Soler, filla de l'advocat mataroní Antoni Bartrina i Vilapudua i de Dolors Soler i Surià.